# Fylodoce
Fylodoce (Phyllodoce Salisb.) – rodzaj roślin z rodziny wrzosowatych. Obejmuje 7–8 gatunków. Są to rośliny strefy arktycznej i subarktycznej oraz gór w strefie umiarkowanej. Najszerzej rozprzestrzenione jest fylodoce błękitne rosnące na północy Ameryki Północnej, Azji i Europy. W tej ostatniej jest jedynym przedstawicielem rodzaju – występuje w Arktyce sięgając na południe do południowej Norwegii oraz wyspowo w górach Szkocji i w Pirenejach. Pozostałe gatunki rosną głównie w Ameryce Północnej, w jej północnej i zachodniej części, gdzie w Kordylierach sięgają na południu po Kalifornię i Arizonę. Na Alasce i Dalekim Wschodzie rośnie fylodoce aleuckie. W Azji jako endemit wyspy Honsiu rośnie także fylodoce alpejskie, a w Chinach w prowincji Jilin – Phyllodoce deflexa. W naturze rośliny te rosną w tundrze, na murawach alpejskich i subalpejskich.
Nazwa rodzajowa utworzona została od określenia jednej z nereid (nimf) z greckiej mitologii, przy czym powód tego jest niejasny.

## Morfologia

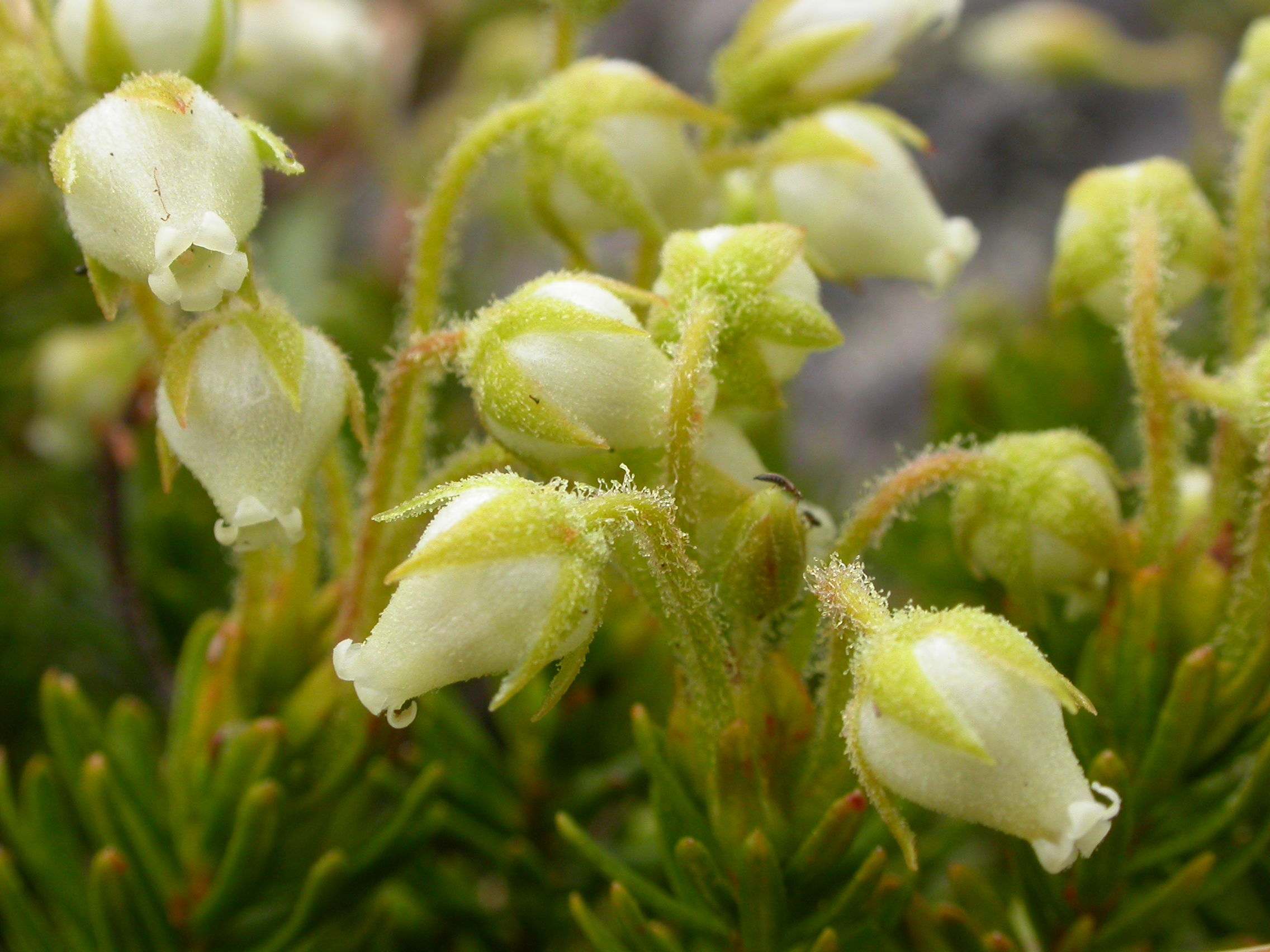
Fylodoce gruczołowate

PokrójKrzewinki zimozielone, poduszkowe, o pędach pokładających się i silnie rozgałęzionych, niskie. Młode pędy ogruczolone, starsze stają się nagie lub omszone. Z powodu wypukłych blizn liściowych po opadłych liściach starsze pędy są szorstkie.
LiścieSkrętoległe, rzadziej także nakrzyżległe, w górnej części pędu skośnie wzniesione, niżej silniej od niego odchylone, ogonkowe. Blaszka równowąska, skórzasta, na brzegu drobno piłkowana i podwinięta, na górnej powierzchni bruzdowana.
KwiatyZebrane po 2–30 (rzadko pojedyncze) w baldach lub baldachogrono na szczycie pędu. Kwiaty obupłciowe, promieniste. Działek kielicha jest 5, są one zrośnięte u nasady, drobne i trwałe. Korona ma kształt urnowaty, dzwonkowaty lub walcowaty, z płatkami zrośniętymi do ponad połowy swej długości. Są one u różnych gatunków jasnożółte, żółtozielone, purpurowobłękitne, różowe lub purpurowe. Pręcików jest zwykle 10, rzadziej 8, u różnych gatunków są schowane lub wystają z korony. Pylniki bez ościstych wyrostków, otwierają się podłużnymi, bocznymi pęknięciami. Zalążnia górna, 5-komorowa, z szyjką słupka wystającą lub schowaną w koronie, zwieńczoną główkowatym znamieniem.
OwoceJajowate lub kuliste, niewielkie torebki 5-komorowe. Zawierają liczne, drobne, jajowate i błyszczące nasiona.

## Systematyka

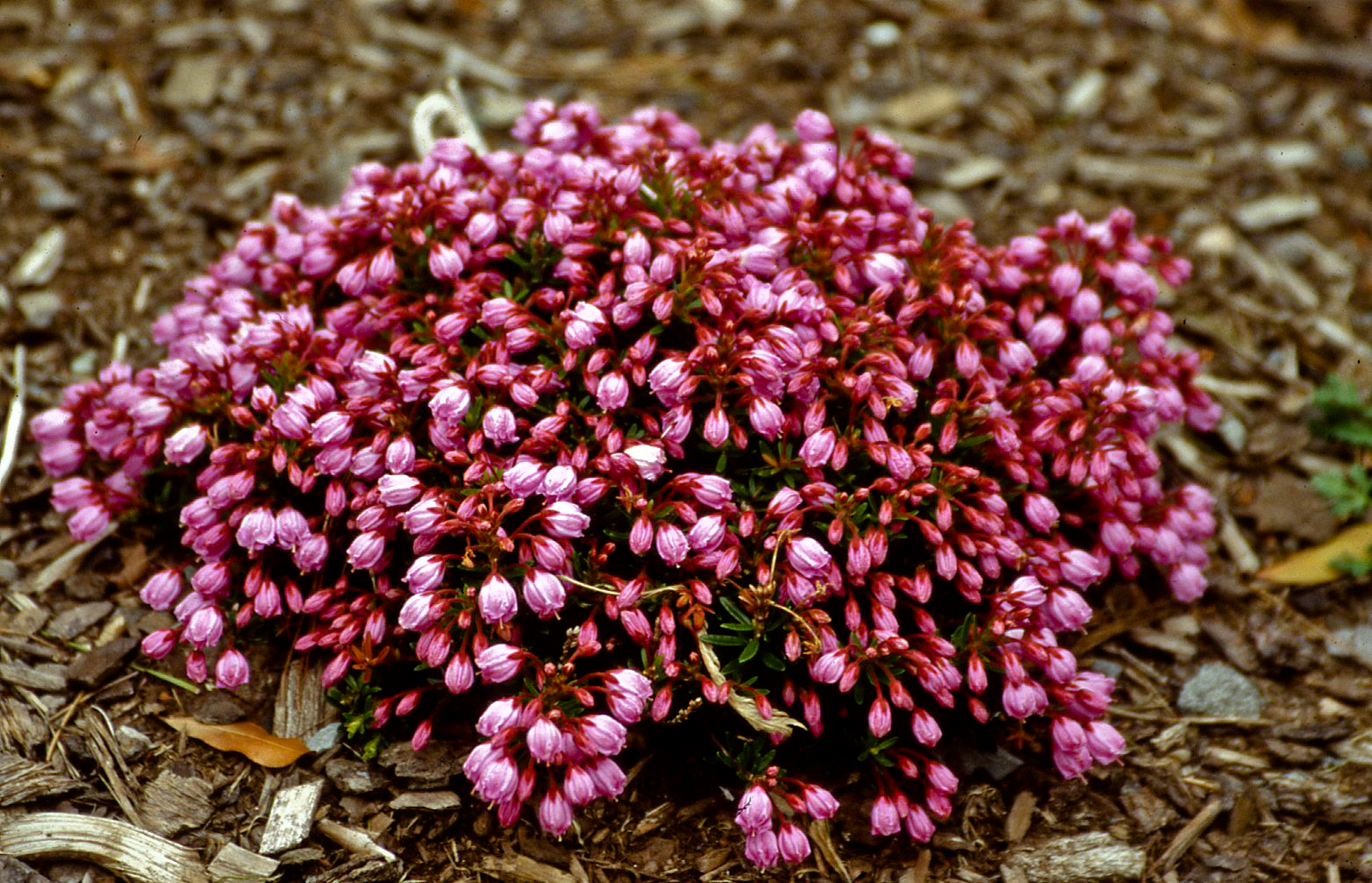
Mieszaniec międzyrodzajowy ×Phylliopsis 'Sugar Plum'

Rodzaj z plemienia Phyllodoceae (jest dla niego typem nomenklatorycznym) z podrodziny Ericoideae z rodziny wrzosowatych Ericaceae. W obrębie plemienia rodzaj Phyllodoce jest siostrzany względem rodzaju Kalmiopsis, a wraz z nim dla grupy obejmującej rodzaje Epigaea i Rhodothamnus. W obrębie rodzaju Phyllodoce breweri, a następnie Phyllodoce empetriformis są kolejnymi gatunkami bazalnymi dla pozostałych.
Wykaz gatunków
- Phyllodoce aleutica (Spreng.) A.Heller – fylodoce aleuckie
- Phyllodoce ×alpina Koidz. – fylodoce alpejskie
- Phyllodoce breweri (A.Gray) A.Heller – fylodoce Brewera
- Phyllodoce caerulea (L.) Bab. – fylodoce błękitne
- Phyllodoce deflexa Ching ex H.P.Yang
- Phyllodoce empetriformis (Sm.) D.Don – fylodoce bażynowate
- Phyllodoce glanduliflora (Hook.) Coville – fylodoce gruczołowate
- Phyllodoce ×intermedia (Hook.) Rydb. – fylodoce pośrednie
- Phyllodoce nipponica Makino – fylodoce japońskie

W obrębie rodzaju występują mieszańce międzygatunkowe. W szkółkach roślin ozdobnych uzyskano także mieszańce międzyrodzajowe – ×Phyllothamnus (mieszaniec fylodoce bażynowatego i Rhodothammnus chamaecistus) oraz  ×Phylliopsis (różne gatunki fylodyce z Kalmiopsis leachiana).

## Zastosowanie i uprawa
Niemal wszystkie gatunki bywają uprawiane jako ozdobne (w Polsce rzadko), stosowane podobnie do wrzosów i wrzośców, sadzone w ogrodach skalnych i wrzosowiskach. Wymagają gleb kwaśnych, organicznych (torfowych lub z dużym dodatkiem torfu). Wymagają stanowisk zacisznych i chłodnych, zimą w przypadku braku pokrywy śnieżnej należy je osłaniać gałęziami roślin iglastych.
Rośliny rozmnaża się przez podział i sadzonki pędowe.